# Sokół 1000 M111
Sokół 1000 M111 – motocykl polskiej konstrukcji produkowany w CWS w latach 1934–1939 zaprojektowany przez polskiego inżyniera Tadeusza Rudawskiego. Jest uznawany za pierwszy polski motocykl, a także pierwszy seryjnie produkowany w Polsce.

## Budowa
Silnik:
- typ: czterosuw chłodzony powietrzem
- liczba cylindrów: 2
- układ: widlasty
- pojemność skokowa: 995 cm³, średnica x skok tłoka: 83 x 92
- stopień sprężania: 5:1
- moc maksymalna przy obr./min: 18 KM przy 3000 obr./min[2] (inne dane: 22 KM przy 4000 obr./min[potrzebny przypis])
- zasilanie: gaźnik Zenith MC 22
- smarowanie: pompą mechaniczną z ręcznym wspomaganiem lub obiegową.
- prądnica: Bosch RD lub Era RD 6V 45W
- akumulator: ZAT Tudor 6V 20 Ah
- zapłon bateryjny: rozdzielacz Bosch lub przerywacz Magnet z dwuiskrową cewką

Przeniesienie napędu 

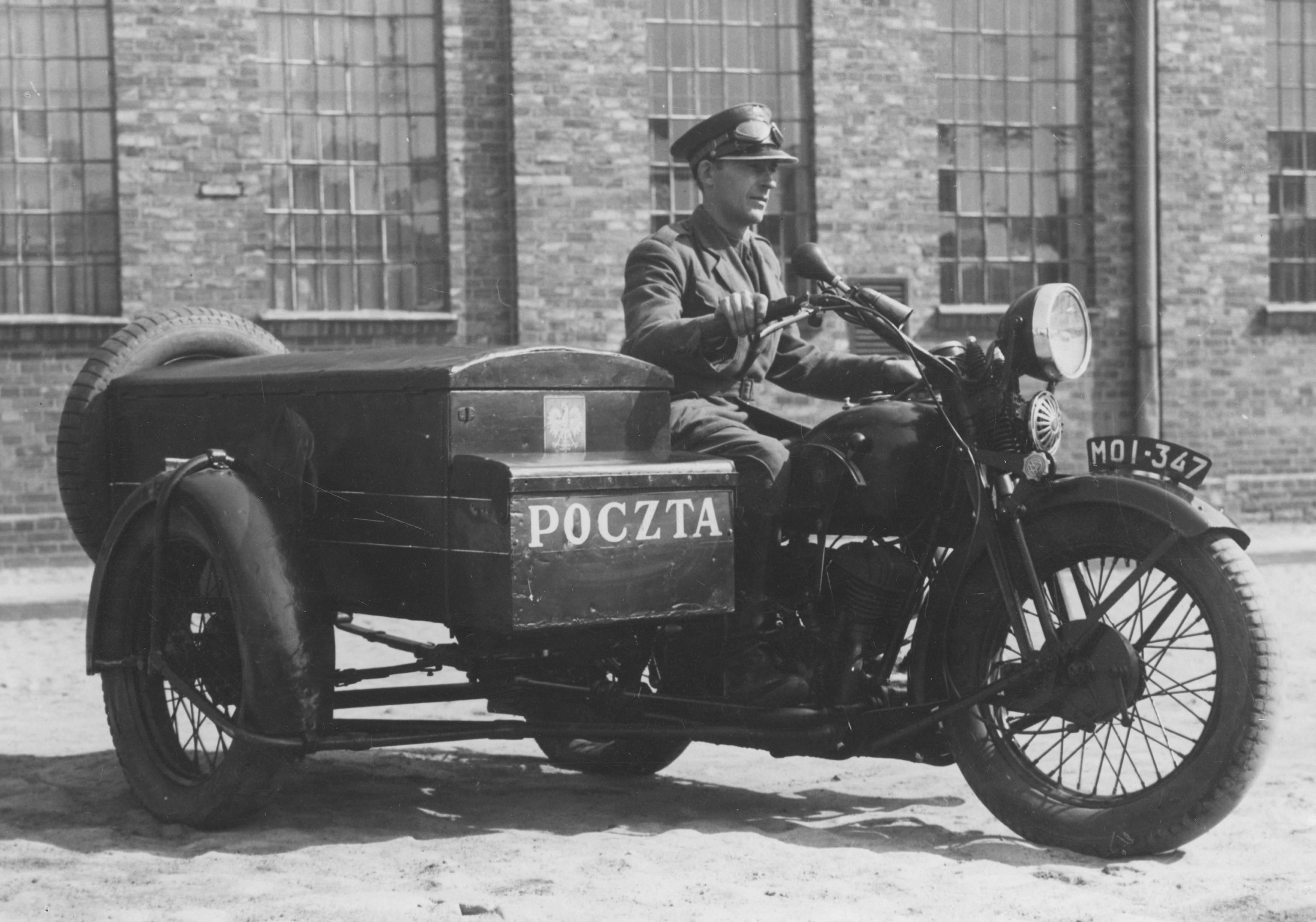
Przedwojenny kurier Poczty Polskiej na motocyklu Sokół 1000

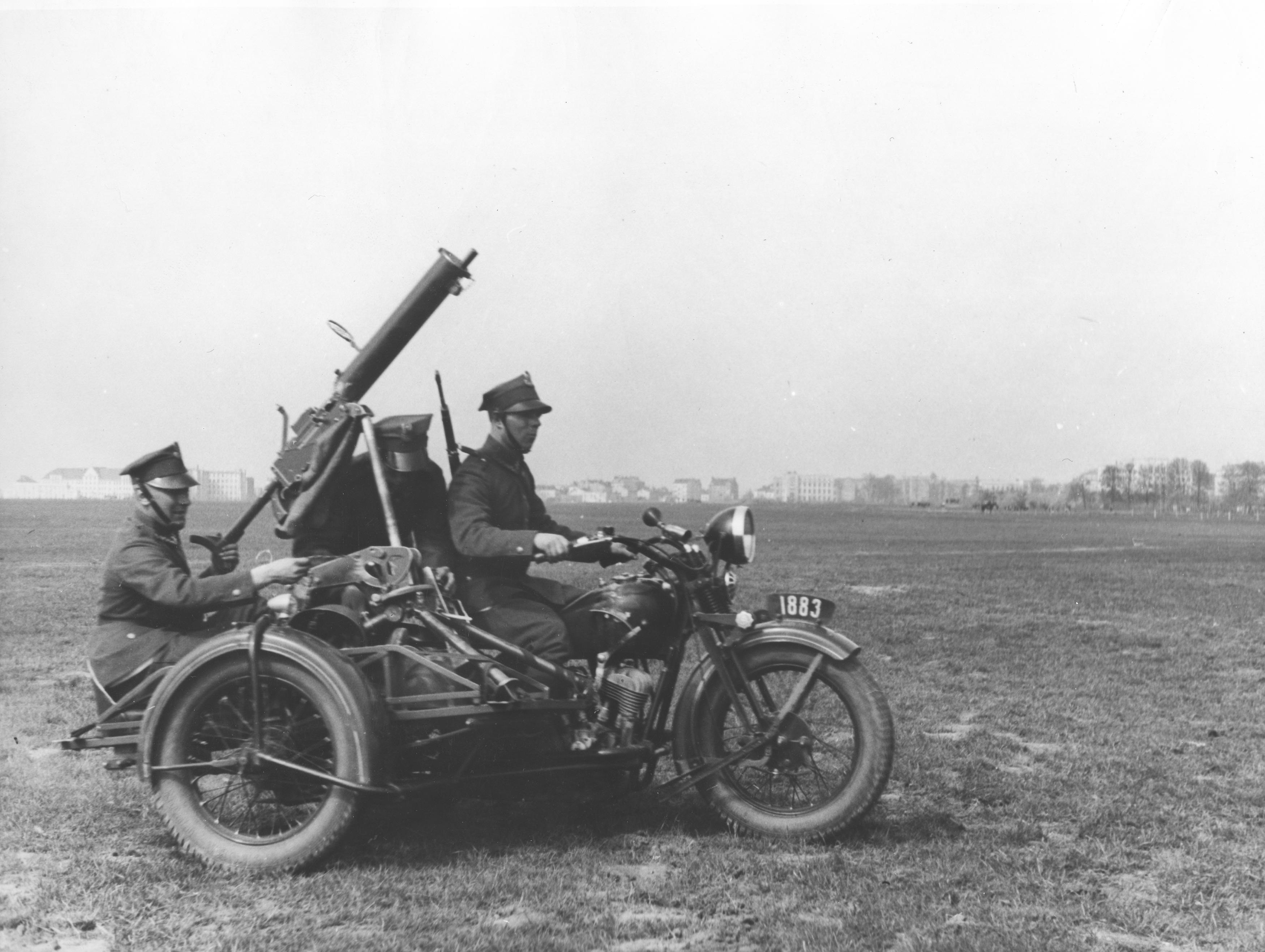
Sokół 1000 z zamontowanym karabinem przeciwlotniczym ckm wz. 30

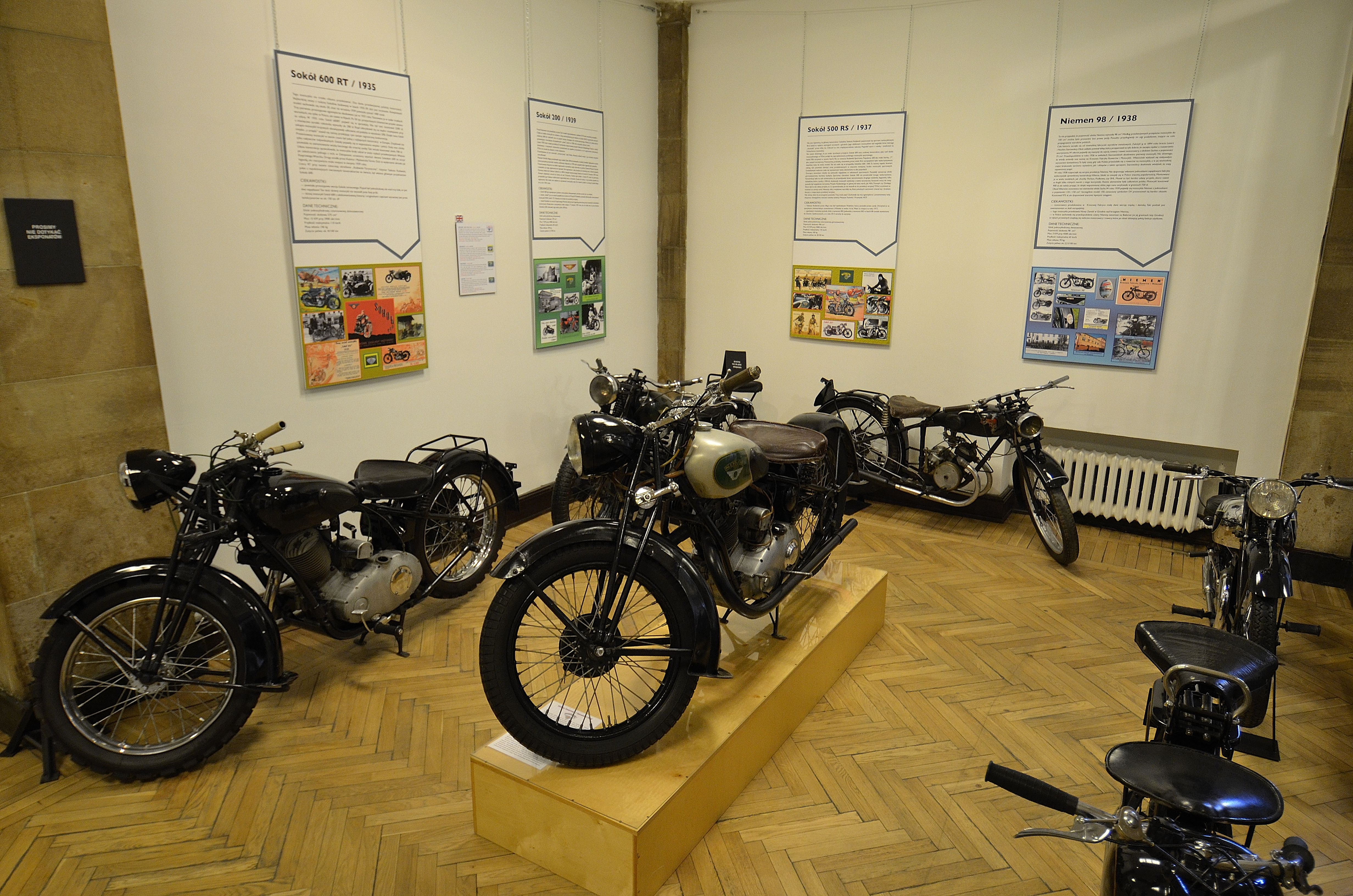
Sokoły w Muzeum Techniki i Przemysłu NOT

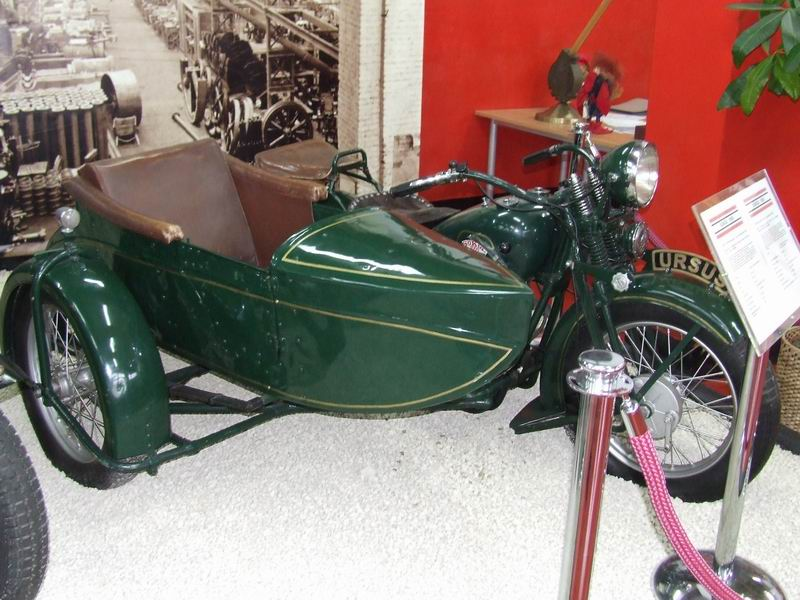
Sokół 1000 w Muzeum Historii Ursusa

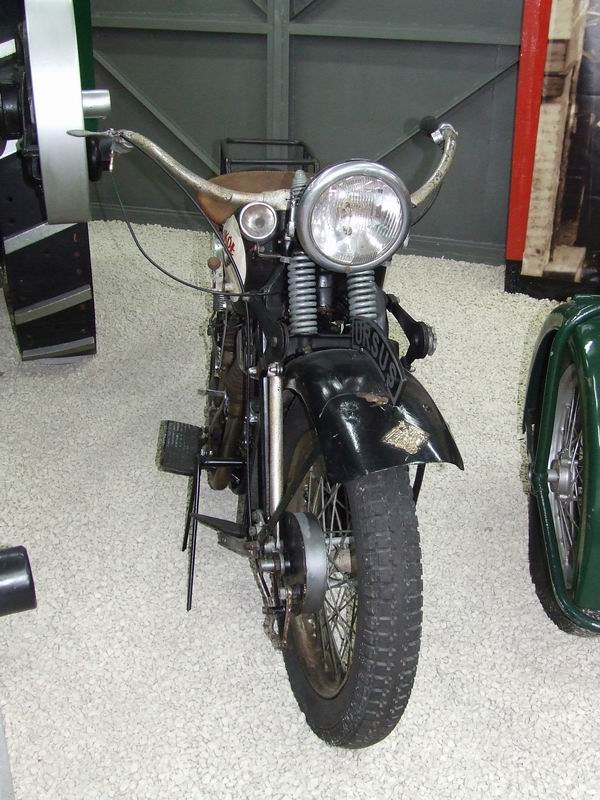
Sokół 1000 w Muzeum Historii Ursusa

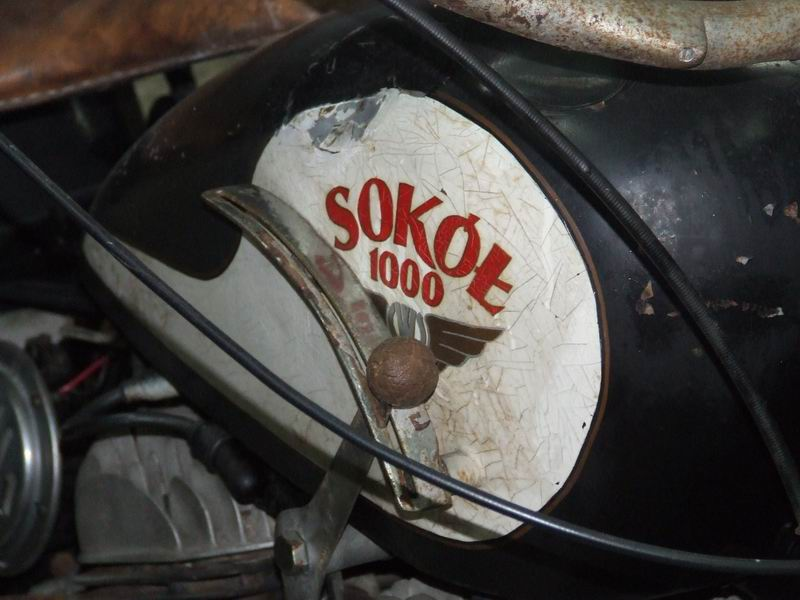
Sokół 1000 w Muzeum Historii Ursusa

- Silnik – sprzęgło: skośne koła zębate
- sprzęgło: wielotarczowe, mokre, sterowanie nożnie
- skrzynia biegów: trzystopniowa z ręczną zmianą
- napęd tylnego koła: łańcuch

Podwozie
- rama: podwójna, rurowa, zamknięta
- zawieszenie przednie: widelec trapezowy typu HD
- zawieszenie tylne: sztywne
- hamulce: bębnowe, mechaniczne także na kole wózka

Wymiary
- długość z wózkiem: 2270 mm
- szerokość z wózkiem: 800 mm
- wysokość z wózkiem: 1135 mm
- rozstaw osi: 1464 mm

Masy
- masa bez wózka: 270 kg
- masa z wózkiem: 375 kg
- dopuszczalna masa całkowita: 655 kg

Pojemności
- zbiornik paliwa: 20 l
- zbiornik oleju: 3 l

Dane eksploatacyjne 
- prędkość maksymalna: 100 km/h
- zużycie paliwa: 7,5 l/100 km
- zużycie oleju: 0,3 l/100 km

Inne:
- główny konstruktor: inż. Zygmunt Okołów
- konstruktor przyczepy bocznej: inż. Stanisław Panczakiewicz
- wyprodukowano: ok. 3400 sztuk
- cena: 4200 zł w 1935 r.[4]